# Hội An (Quảng Nam)
Hội An is een kuststad in centraal Vietnam aan de Zuid-Chinese Zee. De stad ligt in de provincie Quảng Nam en heeft zo'n 120.000 inwoners. Deze voormalige havenstad van het koninkrijk Champa ligt aan het estuarium (brede monding) van de rivier Hội An en was een belangrijk handelscentrum. Reeds in de 15e eeuw kwamen er handelaren uit China, Japan, Portugal en India. De stad zou tot in de 19e eeuw een belangrijke haven blijven. In 1999 is de oude stad van Hoi An opgenomen op de Werelderfgoedlijst van UNESCO, als een goed bewaard voorbeeld van een Zuidoost-Aziatische handelsstad.

## Etymologie
De naam Hội An betekent in het Klassiek Chinees Vredige ontmoetingsplaats. Ten tijde van de handelsbetrekkingen met China heette de stad Hai Pho (plaats aan de zee), tijdens de Franse koloniale tijd Faifo.

## Geschiedenis
Hội An was al langer een havenstad in het koninkrijk Champa vanwege de strategische ligging aan de riviermonding. In de 16e eeuw vestigden zich hier Japanse handelaren. Zij vormden hun gemeenschap in het westen van de stad. In 1593 bouwden zij de Japanse brug (Chùa Cầu) die later de verbinding met het Chinese deel zou vormen. In 1535 openden de Portugezen hier een handelspost. In 1615 zetten drie jezuïeten voet aan wal in Hội An en stichtten een van de oudste missieposten van het land. Tegen het einde van de 17e eeuw was Hai Pho de enige toegangspoort voor Europeanen in Vietnam en de Portugezen behielden hier als enigen een handelspost.

## Cultuur
De huizen in de oude stad vertonen een unieke mengeling van bouwstijlen uit de verschillende culturen waar de voormalige handelaren vandaan kwamen. Een voorbeeld daarvan is de 'Japanse brug' (Chùa Cầu). Lange tijd vormde deze brug de scheidslijn tussen de Japanse en Chinese gemeenschap. De stad kent verschillende Chinese gemeenschapshuizen. Er zijn drie musea te vinden, het museum over de handelskeramiek, het Precious Heritage Art Gallery Museum en het museum over de Sa Huỳnhcultuur. De stad kent tempels en zogenaamde buishuizen die vaak generaties lang in de familie bleven. Net buiten de stad ligt het Cua Dai-strand met verschillende resorts.
De stad staat bekend om haar gekleurde lampions die op veel plekken in de straten en de gebouwen van het oude centrum hangen. elke maand bij volle maan wordt een lampionnen-festival gehouden.
Cao lầu is een lokaal gerecht van rijstnoedels met varkensvlees en groenten. Ook wordt de stad gezien als stad met de beste bánh mì.

## Administratieve eenheden
Hội An bestaat uit negen phường en vier xã's:
- Phường Cẩm An
- Phường Cẩm Châu
- Phường Cẩm Nam
- Phường Cẩm Phô
- Phường Cửa Đại
- Phường Minh An
- Phường Sơn Phong
- Phường Tân An
- Phường Thanh Hà
- Xã Cẩm Hà
- Xã Cẩm Kim
- Xã Cẩm Thanh
- Xã Tân Hiệp